# Tuska Open Air Metal Festival
Tuska Open Air Metal Festival, o simplemente El Tuska (en español: «dolor» o «agonía») es un festival musical finlandés de carácter anual en el que participan principalmente bandas de metal. El festival tiene lugar cada verano en el parque Kaisaniemi, en el centro de Helsinki, y dura un fin de semana. En los últimos años la asistencia ha crecido y el festival se ha elaborado ante más de 30.000 espectadores.
Alrededor de 32 bandas participan, la mayoría originarios de los países nórdicos, lo festejan en tres escenarios al aire libre (Radio Rock, Inferno, y Sue) en el parque Kaisaniemi.